# Хаджинов Георгій Гнатович
Георгій Гнатович Хаджинов (нар. 22 листопада 1922, Улакли — пом. 18 липня 1996) — український живописець і педагог; член Спілки радянських художників України.

## Біографія
Народився 22 листопада 1922 року в селі Улаклах (нині Волноваський район Донецької області, Україна). Брав участь у німецько-радянській війні. Мав військове звання старшого лейтенанта. Нагороджений орденами Червоної Зірки (29 квітня 1944), Вітчизняної війни ІІ ступеня (6 квітня 1985). Член КПРС.
1958 року закінчив Харківський художній інститут, де навчався зокрема у Олександра Любимського, Йосипа Карася, Валентина Сизикова.
Жив у Ворошиловграді/Луганську в будинку на вулиці Алексєєва, № 3б, квартира № 8. Викладав у Ворошиловградському художньому училищі. Серед учнів: Володимир Лихоносов. Помер 18 липня 1996 року.

## Творчість
Працював в галузі станкового живопису. Серед робіт:
- «Портрет передової зварниці Л. Лисенко» (1960);
- «Весна», «Пани горять» (1961, за мотивами поеми Тараса Шевченка «Гайдамаки»);
- «Чекає» (1964);
- «На Старобільщині» (1967);
- «Портрет шахтаря» (1969).

Брав участь у республіканських виставках з 1960 року.